# Список видів мурашок Естонії

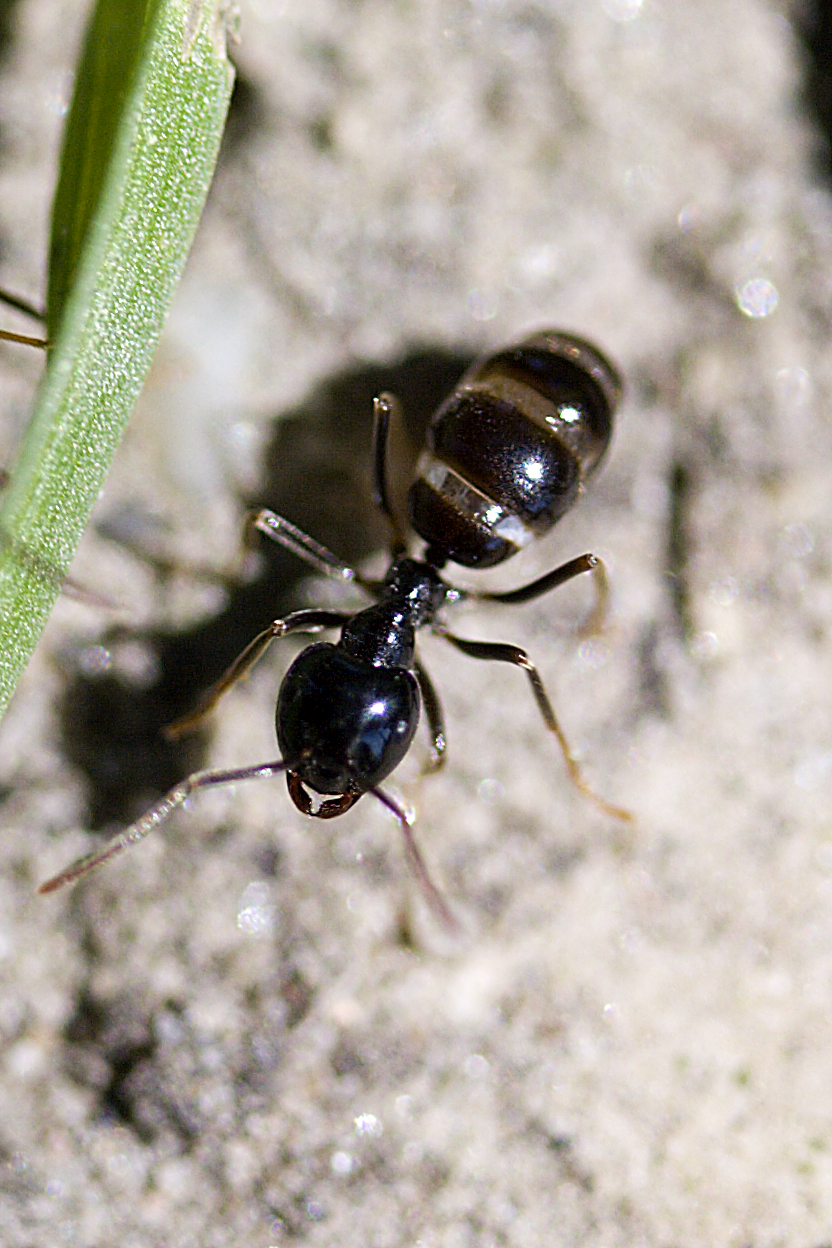
Lasius fuliginosus

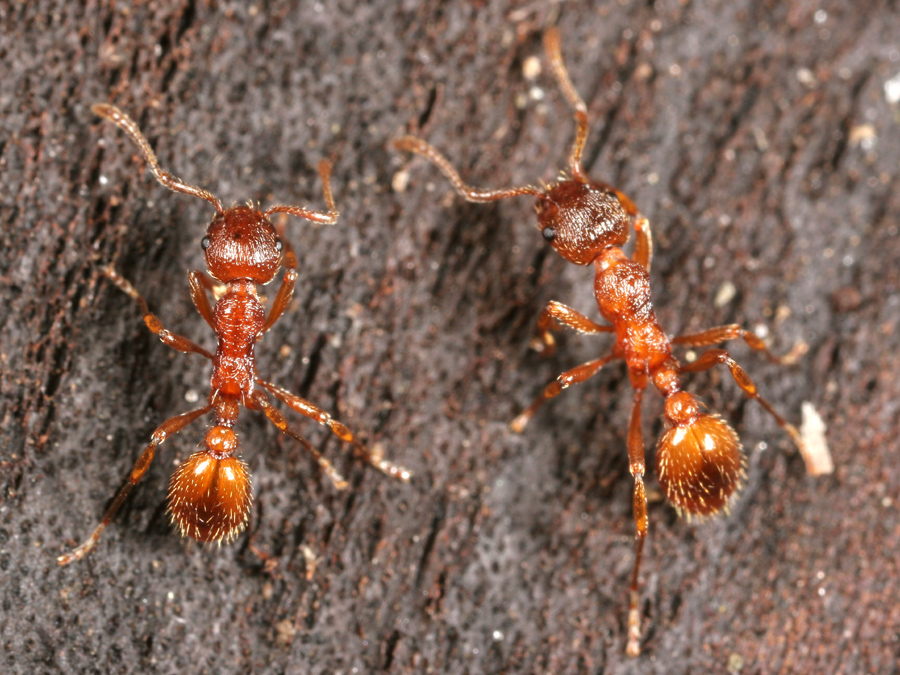
Myrmica rubra

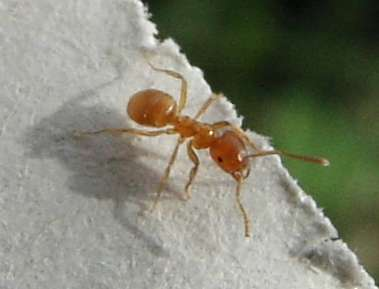
Lasius flavus

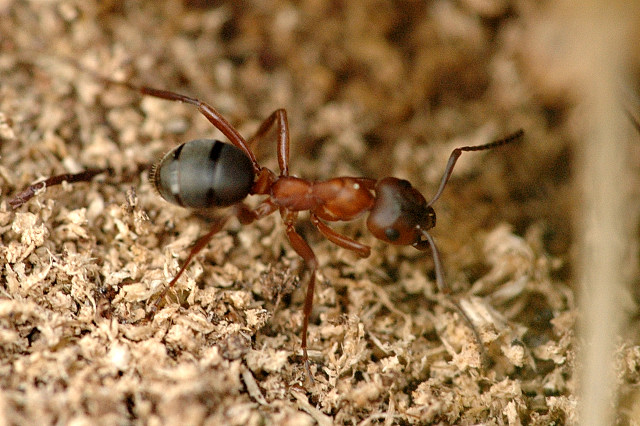
Formica sanguinea

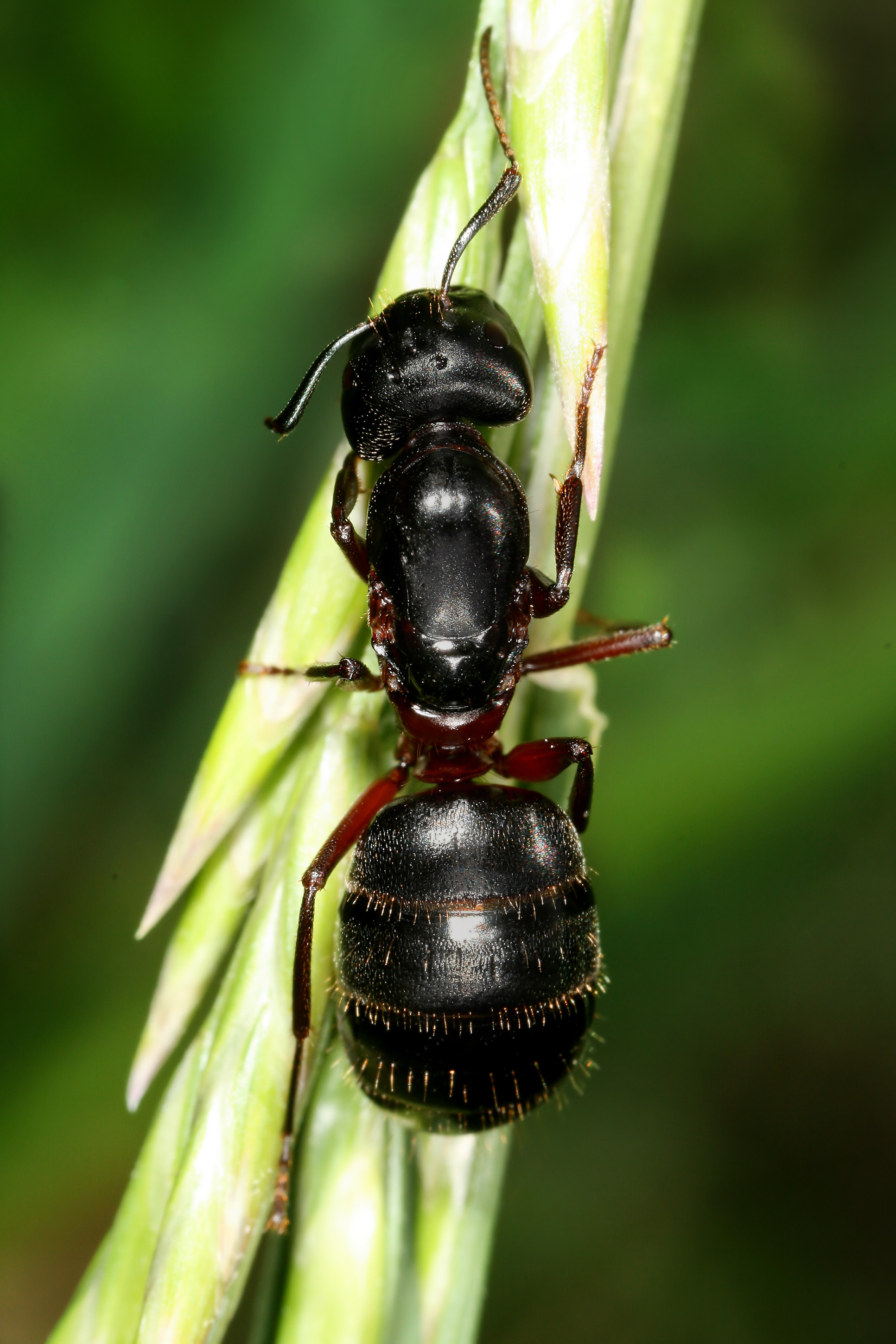
Camponotus herculeanus

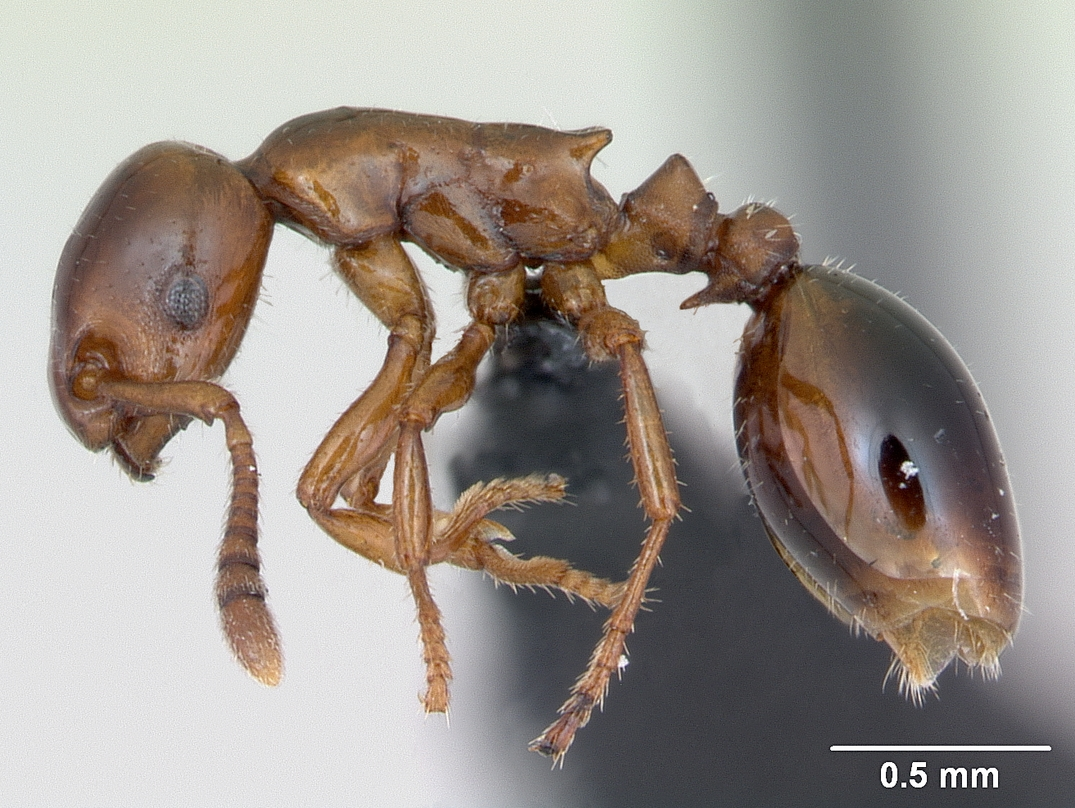
Formicoxenus nitidulus

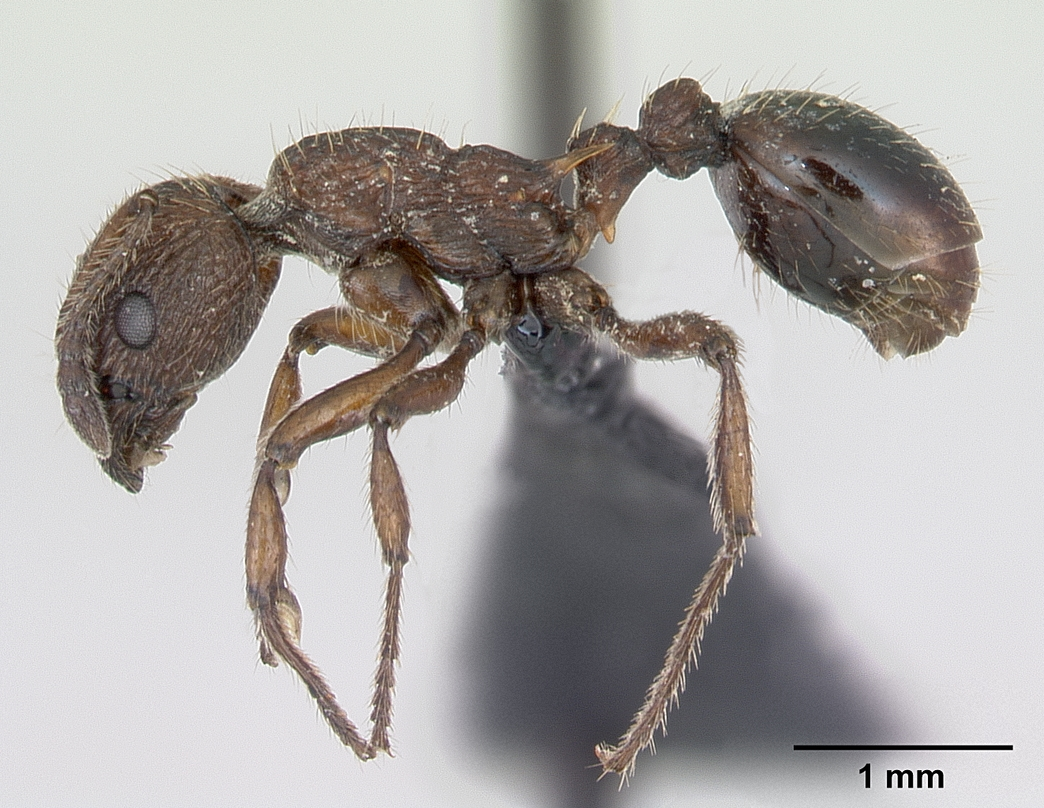
Myrmica scabrinodis

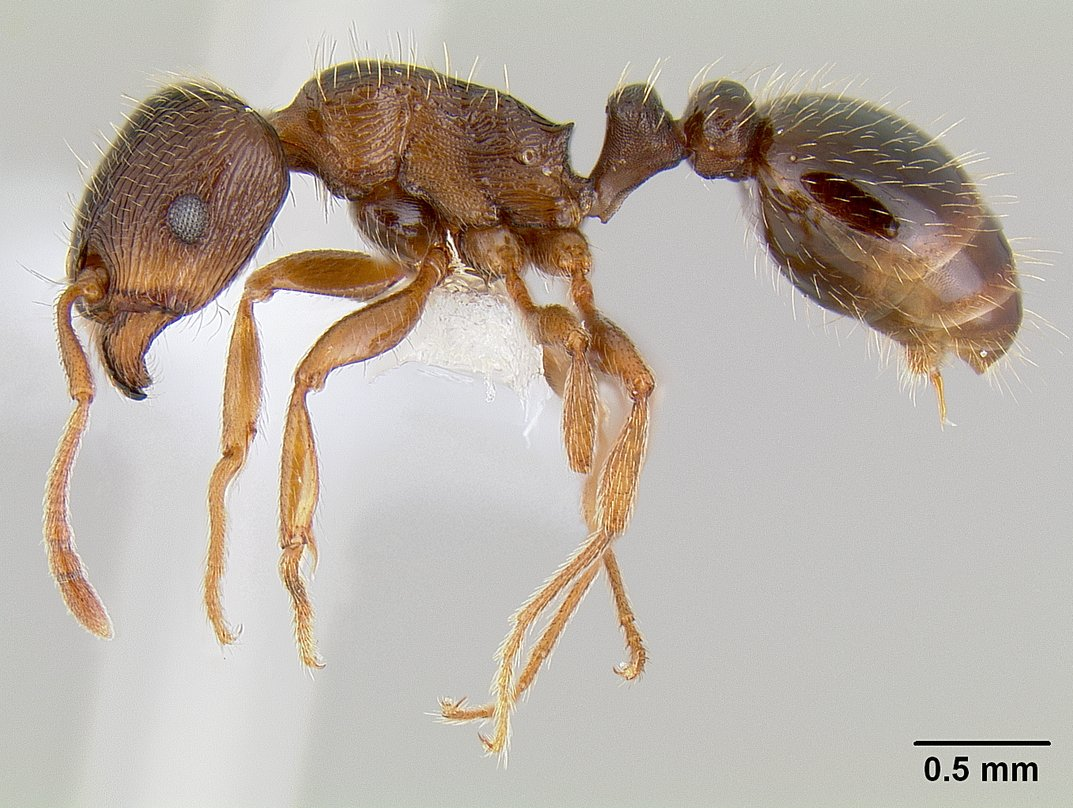
Tetramorium caespitum

Список видів мурах Естонії включає всі види мурашок (родина Formicidae, ряд Hymenoptera), що мешкають в Естонії. Список складається з біномів (назв, що складаються з двох слів, які є поєднаннями назви роду і назви виду) і зазначених поруч з ними іменем вченого, що вперше описав цей таксон та роки, в якому це сталося.
В цілому, місцева мірмекофауна характерна для країн Прибалтики і Скандинавії, в ній відсутні ендемічні елементи. Всього на території Естонії виявлено 47 видів мурах з 11 родів і 4 підродин..

## Види

### Camponotus
Крім двох видів цього роду, що мешкають в природних умовах Естонії, в шлунках бурих ведмедів знайдений 3-й представник —  Camponotus fallax .
- Camponotus herculeanus (Linnaeus, 1758)
- Camponotus ligniperda (Latreille, 1802)

### Formica
- Formica aquilonia Yarrow, 1955
- Formica candida Smith, F., 1878
- Formica cinerea Mayr, 1853
- Formica cunicularia Latreille, 1798
- Formica exsecta Nylander, 1846
- Formica fusca Linnaeus, 1758
- Formica lugubris Zetterstedt, 1838
- Formica polyctena Forster, 1850
- Formica pratensis Retzius, 1783
- Formica pressilabris Nylander, 1846
- Formica rufa (Linnaeus, 1761)
- Formica rufibarbis Fabricius, 1793
- Formica sanguinea Latreille, 1798
- Formica truncorum Fabricius, 1804
- Formica uralensis Ruzsky, 1895

### Formicoxenus
- Formicoxenus nitidulus (Nylander, 1846)

### Harpagoxenus
- Harpagoxenus sublaevis (Nylander, 1849)

### Lasius
- Lasius alienus (Forster, 1850)
- Lasius carniolicus Mayr, 1861
- Lasius flavus (Fabricius, 1782)
- Lasius fuliginosus (Latreille, 1798)
- Lasius mixtus (Nylander, 1846)
- Lasius niger (Linnaeus, 1758)
- Lasius platythorax Seifert, 1991
- Lasius umbratus (Nylander, 1846)

### Leptothorax
- Leptothorax acervorum (Fabricius, 1793)
- Leptothorax kutteri (Buschinger, 1966)
- Leptothorax muscorum (Nylander, 1846)
- Leptothorax pacis Kutter, 1945

### Monomorium
- Monomorium pharaonis (Linnaeus, 1758)

### Myrmica
- Myrmica gallienii Bondroit, 1920
- Myrmica karavajevi (Arnold, 1930)
- Myrmica lobicornis Nylander
- Myrmica rubra (Linnaeus, 1758)
- Myrmica ruginodis Nylander, 1846
- Myrmica rugulosa Nylander, 1849
- Myrmica sabuleti Meinert, 1861
- Myrmica scabrinodis Nylander, 1846
- Myrmica schencki Emery, 1895
- Myrmica sulcinodis Nylander, 1846

### Paratrechina
- Paratrechina longicornis (Latreille, 1802)

### Temnothorax
- Temnothorax crassispinus Karavaiev, 1926
- Temnothorax tuberum (Fabricius, 1775)

### Tetramorium
- Tetramorium caespitum (Linnaeus, 1758)
- Tetramorium simillimum (Smith, F., 1851)